# NGC 4064
NGC 4064 (również PGC 38167 lub UGC 7054) – galaktyka spiralna z poprzeczką (SBa), znajdująca się w gwiazdozbiorze Warkocza Bereniki. Odkrył ją Heinrich Louis d’Arrest 29 grudnia 1861 roku.